# محمد محفوظ
محمد محفوظ (عربی: محمد محفوظ؛ زادهٔ ۱۱ ژوئیهٔ ۱۹۵۷) تیرانداز اهل سوریه بود. وی در بازی‌های المپیک تابستانی ۲۰۰۰ شرکت کرده‌است.